# Never Die!
Never Die! är Monster & Maskiners andra studioalbum, utgivet 2005 på Rotwang Records.
Skivan gästades av Carolina Wallin Pérez, som sjöng på låten "I Won't Stay". Låten utgavs även som singel.

## Låtlista
1. "Kill Him!" - 3:34
2. "I Won't Stay" - 3:55
3. "Baloon Fighting Boy" - 3:09
4. "Are You a Friend" - 3:46
5. "Little Ghost of Trees and Martinis" - 2:58
6. "Sometimes I Don't Have Heartache" - 2:24
7. "Lagersberg Sweet Lagersberg" - 2:49
8. "She's a Psycho Machine" - 3:07
9. "Serious Disco" - 3:15
10. "Dario Directed My Death" - 3:23
11. "Planet of the Week" - 4:35
12. "She's Goodbad But She Ain't Evil" - 4:18

## Personal
- Anders Olson - design, medverkande musiker
- Carolina Wallin Pérez - sång på "I Won't Stay"
- Hans Olsson - mastering
- Malcolm Murdoch - design av Rotwangs logotyp, designassistent
- Markus Jägerstedt - medverkande musiker
- Nanna Ståhle - teckningar
- Robert Bratt - design av bandets logotyp

## Mottagande
Musiklandet gav betyget 3/5 och Helsingborgs Dagblad 1/5.

### Fotnoter
1. 1 2  ”Never Die!”. Discogs.com. http://www.discogs.com/Monster-Maskiner-Monster-Maskiner/release/110136. Läst 16 januari 2012.
2. ↑  ”Diskografi”. Discogs.com. http://www.discogs.com/artist/Monster+%26+Maskiner. Läst 16 januari 2012.
3. ↑  ”Never Die!”. Kritiker.se. https://kritiker.se/skivor/monster-maskiner/never-die/. Läst 16 januari 2012.